# Trophée NHK 1999
Navigation
Édition précédente Édition suivante
Le Trophée NHK (en anglais : NHK Trophy) est une compétition internationale de patinage artistique qui se déroule au Japon au cours de l'automne. Il accueille des patineurs amateurs de niveau senior dans quatre catégories: simple messieurs, simple dames, couple artistique et danse sur glace.
Le vingt-et-unième Trophée NHK est organisé du 2 au 5 décembre 1999 au Nippon Gaishi Hall de Nagoya. Il est la sixième compétition du Grand Prix ISU senior de la saison 1999/2000.

## Résultats

### Messieurs
| Rang | Nom                 | Pays        | Points | Prog. court | Prog. libre |
| ---- | ------------------- | ----------- | ------ | ----------- | ----------- |
| 1    | Evgeni Plushenko    | Russie      | 1.5    | 1           | 1           |
| 2    | Timothy Goebel      | États-Unis  | 3.0    | 2           | 2           |
| 3    | Ilia Klimkin        | Russie      | 4.5    | 3           | 3           |
| 4    | Roman Skorniakov    | Ouzbékistan | 7.0    | 4           | 5           |
| 5    | Vincent Restencourt | France      | 8.5    | 9           | 4           |
| 6    | Takeshi Honda       | Japon       | 10.0   | 8           | 6           |
| 7    | Yamato Tamura       | Japon       | 10.0   | 6           | 7           |
| 8    | Anthony Liu         | Australie   | 11.5   | 7           | 8           |
| 9    | Evgeni Pliuta       | Ukraine     | 11.5   | 5           | 9           |
| 10   | Jayson Dénommée     | Canada      | 15.0   | 10          | 10          |
| 11   | Yosuke Takeuchi     | Japon       | 17.0   | 12          | 11          |
| 12   | David Jäschke       | Allemagne   | 17.5   | 11          | 12          |

### Dames
| Rang | Nom                | Pays        | Points | Prog. court | Prog. libre |
| ---- | ------------------ | ----------- | ------ | ----------- | ----------- |
| 1    | Maria Butyrskaya   | Russie      | 2.0    | 2           | 1           |
| 2    | Viktoria Volchkova | Russie      | 2.5    | 1           | 2           |
| 3    | Tatiana Malinina   | Ouzbékistan | 5.0    | 4           | 3           |
| 4    | Elena Liashenko    | Ukraine     | 5.5    | 3           | 4           |
| 5    | Shizuka Arakawa    | Japon       | 7.5    | 5           | 5           |
| 6    | Annie Bellemare    | Canada      | 10.0   | 8           | 6           |
| 7    | Amber Corwin       | États-Unis  | 10.5   | 7           | 7           |
| 8    | Fumie Suguri       | Japon       | 11.0   | 6           | 8           |
| 9    | Yulia Vorobieva    | Azerbaïdjan | 13.5   | 9           | 9           |

### Couples
| Rang    | Nom                                       | Pays       | Points | Prog. court | Prog. libre |
| ------- | ----------------------------------------- | ---------- | ------ | ----------- | ----------- |
| 1       | Maria Petrova / Aleksey Tikhonov          | Russie     | 2.0    | 2           | 1           |
| 2       | Sarah Abitbol / Stéphane Bernadis         | France     | 2.5    | 1           | 2           |
| 3       | Dorota Zagórska / Mariusz Siudek          | Pologne    | 4.5    | 3           | 3           |
| 4       | Shen Xue / Zhao Hongbo                    | Chine      | 6.0    | 4           | 4           |
| 5       | Danielle Hartsell / Steve Hartsell        | États-Unis | 8.5    | 7           | 5           |
| 6       | Valérie Saurette / Jean-Sébastien Fecteau | Canada     | 8.5    | 5           | 6           |
| Abandon | Peggy Schwarz / Mirko Müller              | Allemagne  |        | 6           |             |

### Danse sur glace
| Rang | Nom                                   | Pays     | Points | Danse imposée | Danse originale | Danse libre |
| ---- | ------------------------------------- | -------- | ------ | ------------- | --------------- | ----------- |
| 1    | Marina Anissina / Gwendal Peizerat    | France   | 2.0    | 1             | 1               | 1           |
| 2    | Irina Lobatcheva / Ilia Averboukh     | Russie   | 4.0    | 2             | 2               | 2           |
| 3    | Margarita Drobiazko / Povilas Vanagas | Lituanie | 6.0    | 3             | 3               | 3           |
| 4    | Olena Hrushyna / Ruslan Honcharov     | Ukraine  | 8.0    | 4             | 4               | 4           |
| 5    | Galit Chait / Sergei Sakhnovski       | Israël   | 10.0   | 5             | 5               | 5           |
| 6    | Albena Denkova / Maxim Staviski       | Bulgarie | 12.0   | 6             | 6               | 6           |
| 7    | Josée Piché / Pascal Denis            | Canada   | 14.0   | 7             | 7               | 7           |
| 8    | Nozomi Watanabe / Akiyuki Kido        | Japon    | 16.0   | 8             | 8               | 8           |
| 9    | Rie Arikawa / Kenji Miyamoto          | Japon    | 18.0   | 9             | 9               | 9           |

## Sources
- (en) Résultats du Trophée NHK 1999 sur le site de l'International Skating Union
- Patinage Magazine N°70 (Décembre 1999-Janvier 2000)